# باول وايت (لاعب دوري الرغبي)
باول وايت (بالإنجليزية: Paul White)‏ هو لاعب دوري الرغبي بريطاني، ولد في 7 ديسمبر 1982 في برادفورد في المملكة المتحدة.